# Кестонский институт
Ке́стонский институ́т (англ. Keston Institute), Кестон-колледж (англ. Keston College) — общественная организация, основанная в 1969 году в Великобритании как Центр по изучению религии и коммунизма (англ. Centre for the Study of Religion and Communism), занимавшийся сбором и распространением данных о религиозной ситуации в СССР и странах социалистического лагеря. Ныне продолжает свою деятельность, в том числе, на территории России.

## История

### Майкл Бурдо
Основал организацию каноник Англиканской церкви Майкл Алан Бурдо (англ. Michael Bourdeaux). Он родился в 1935 году в Корнуолле, учился в Оксфордском университете, где в 1957 году окончил курс русского языка, а в 1959 году получил степень теолога и поступил в аспирантуру. В марте того же года между СССР и Великобританией было заключено первое соглашение о межвузовских обменах. Вместе с группой из 17 английских студентов Бурдо прибыл 7 сентября 1959 года в СССР для прохождения учёбы в МГУ им. Ломоносова.
Его пребывание в СССР совпало с началом новой антирелигиозной кампании, объявленной Никитой Хрущёвым. За десять месяцев учёбы Бурдо посетил 42 действующих столичных храма, где стал свидетелем ущемления прав верующих. Затем он вернулся домой, завершил образование и стал служить помощником священника англиканского прихода в северной части Лондона.
В апреле 1964 года из документов, выпущенных в Париже эмигрантским издательством Никиты Струве, Бурдо узнал о «преследованиях верующих» в Свято-Успенской Почаевской Лавре, расположенной на территории Тернопольской области УССР. Под видом педагога вместе с группой британских учителей он вновь прибыл в СССР, где вошёл в контакт «с тремя женщинами, помогавшими собирать и копировать материалы о Почаевском монастыре», которые «попросили его помочь донести до людей на Западе истинное положение в сфере религии в Советском Союзе».
В 1965 году Бурдо выпустил первую книгу под названием «Опиум народа: христианство в СССР», где выступил с критикой положения религии в СССР за что на 10 лет был лишён въездной визы. 15 марта 1966 года Патриарх Московский и Всея Руси Алексий (Симанский) в письме архиепископу Кентерберийскому Артуру Майклу Рамзею утверждал, что М. Бурдо «фальсифицирует и извращает положение религии и церковную жизнь в СССР».. В обзоре книги в журнале KIRKUS отмечается, что автор «имеет ярко выраженную тенденцию к обобщению из фактических данных, которые в действительности являются сомнительными», тем не менее отмечая, что читатели найдут эту книгу интересной.
По оценке протоиерея Всеволода Чаплина: «Стальная воля англосаксов проявляется лишь тогда, когда речь идет о политической повестке дня — тех же, например, правах человека. Причем обычно имеется в виду „человек“, приверженный именно западным ценностям. Правами тех, кто эти ценности активно оспаривает — православных монархистов или русской патриотической оппозиции — заниматься не очень-то хотят, а то и подвергают их уничижительной критике. Так, например, поступал англиканский каноник Майкл Бурдо, основатель британского Кестонского института, который исследовал религиозную жизнь в СССР, а потом в постсоветских странах. Линия его была весьма жесткой — по отношению не только к безбожным властям, но и ко всем общественным группам, выступавшим за сильную, самостоятельную, православную Россию. Я ни капли не верю в искреннюю заботу подобных людей о христианах нашей страны, за права которых Бурдо вроде бы боролся. И всегда старался спорить с ним. Как и многих англикан, его, при всем „правозащитном“ пафосе, трудно было назвать человеком веры и убеждений.».

### Создание института
С этого времени каноник стал задумываться о создании центра, который занимался бы изучением религиозной ситуации в коммунистических странах. Эта инициатива совпала с периодом начала диссидентского движения и бурным ростом борьбы христиан за религиозные свободы в СССР. Идею создать центр по сбору и распространению информации о «нарушении прав верующих в СССР и странах Варшавского договора» активно поддержали бывший дипломат сэр Джон Лоуренс (англ. John Lawrence), профессор политическиx наук Леонард Шапиро (англ. Leonard Schapiro) и его ученик Питер Реддуэй (англ. Peter Reddaway), которые и считаются своего рода «крёстными отцами» возникшей следом организации.
Джон Лоуренс в годы Второй мировой войны был пресс-атташе Британского посольства в Москве и возглавлял учреждённую английским Министерством информации газету «Британский союзник». Впоследствии он приобрёл известность как автор труда «История России», в котором выражал надежду, что «советский коммунизм распадётся, как карточный домик».
Профессор Лондонская школа экономики и политических наук Леонард Шапиро являлся специалистом по вопросам коммунистической политики, автором книг «Происхождение коммунистической автократии» и «История КПСС», и стал одним из основателей «науки советологии». Советский писатель и публицист, член Антисионистского комитета советской общественности Цезарь Солодарь в своей книге «Тёмная завеса» критиковал Шапиро за антисоветскую деятельность и чёрную пропаганду против социалистического лагеря, которую связывал с ЦРУ, Моссадом, сионистскими кругами и «Радио Свободой».
Ученик Шапиро Питер Реддеуэй (англ. Peter Reddaway) — автор книг, посвящённых проблемам политики и правам человека в СССР.
К этой инициативной группе присоединилась Ксения Дэннен — выпускница Колледжа святой Анны при Оксфордском университете по специальности «русский язык и литература» и супруга англиканского каноника Лайла Дэннена.

### Деятельность института
Создание организации шло с трудом по причине отсутствия спонсоров. Майкл Бурдо параллельно продолжал писательскую деятельность, и в 1968 году издал работу «Частица религиозной России: протестантская оппозиция советской системе контроля за религией», посвящённой деятельности баптистов и пятидесятников, а в 1969 году выпустил книгу «Патриарх и пророки».
В сентябре 1970 года организация была создана и получила название «Центр по изучению религии и коммунизма» (англ. «Centre for the Study of Religion and Communism»). Директором организации стал Майкл Бурдо. Первоначально она была камерной и размещалась по месту жительства главного инициатора. Сам Бурдо вспоминал: «в одной из комнат моего дома был официально основан „институт“ с „директором“, секретарём и учёным советом». Ксения Дэннен в журнале «Религия и право» писала:
Целью института был сбор достоверной информации о положении верующих различных вероисповеданий в восточной Европе и Советском Союзе, распространение этой информации через информационные бюллетени, её анализ в серьёзных академических статьях, а также публикация документов. Мы ставили перед собой задачу защиты прав каждого человека на исповедание и выражение своих религиозных убеждений, на свободу от религиозных преследований в любой их форме. Кроме того, мы исследовали вопросы законодательства, церковно-государственных отношений, официальной советской политики по отношению к религии и истории различных христианских церквей в СССР. Особое внимание мы уделяли тяжёлому положению верующих, которые оказались в заключении, регулярно публикуя так называемые «списки узников», в которых приводились имена известных нам заключённых-христиан и вся полученная о них информация… Статус нашей организации в Англии не позволял нам заниматься непосредственной правозащитной деятельностью. Однако наша информация использовалась другими организациями и влиятельными группами — например, мы тесно сотрудничали с «Международной амнистией», передавая ей имеющиеся у нас материалы.
Историком К. Е. Дмитруком в 1988 году отмечалась тесная взаимосвязь «Центра по изучению религии и коммунизма» и униатов, то есть последователей грекокатолической униатской церкви, представленной на Западе, в основном, украинскими националистами, которые воевали в 1941—1945 годах на стороне Гитлера и впоследствии бежали за границу.
Религиоведы Н. С. Гордиенко и П. М. Комаров утверждали в 1988 году, что Кестонский институт «поставляет буржуазным средствам массовой информации искажённые данные о положении религии и церкви в социалистических странах». Это делается с целью доказать, что в СССР и других странах социалистического лагеря имеют место «гонения на церковь» и преследования людей по религиозному признаку. Гордиенко и Комаров также утверждали, что с институтом тесно взаимодействовала Русская православная церковь за границей (которая «питается этой дезинформацией»), и что Майкл Бурдо «был главным докладчиком на торжествах», посвящённых пятидесятилетнему юбилею этой религиозной организации.
Религиоведы доктор философских наук, профессор Н. А. Трофимчук и кандидат философских наук, доцент М. П. Свещев отмечали в 2000 году, что также было известно о тесном сотрудничестве «Центра по изучению религии и коммунизма» с американским «Центром по изучению положения религии и прав человека в закрытых обществах».
В феврале 1973 года Ксения Дэннен основала ежеквартальный официальный печатный орган «Центра по изучению религии и коммунизма» — журнал «Религия в коммунистических странах» (англ. «Religion in Communist Lands»), который редактировала следующие семь лет. Он пользовался большим авторитетом в диссидентских кругах стран социалистического лагеря и после начала перестройки в СССР взял новое название «Религия, государство и общество» (англ. «Religion, State and Society»). Дэннен вспоминает:
«В первом же выпуске «Религии в коммунистических странах» я перепечатала секретный документ, который рассылался в «Комиссии содействия при исполкомах и районных советах по контролю за соблюдением законодательства о культах». Такие комиссии были созданы по решению партийной идеологической комиссии в ноябре 1963 года, они были призваны осуществлять наблюдение и надзор за религиозной жизнью. Подобные секретные инструкции оставались неизвестными большинству советских граждан; из их содержания становится ясно, в какой мере государство вмешивалось во внутренние дела религиозных групп и приходов. Другой круг вопросов, обсуждавшийся на страницах «РКС», касался советской Конституции и её отношения к христианам….<...>
В 70-е годы мы печатали материалы о христианах веры евангельской-пятидесятниках, которые желали эмигрировать из СССР по религиозным убеждениям: они не могли жить христианской жизнью в советском обществе, не могли смириться с ограничениями и протестовали против преследования их детей. <...>

Нами публиковались материалы о деятельности буддийских групп, в частности о судьбе учёного-буддолога Б. Дандарона, арестованного вместе с учениками в августе 1972 года и обвинённого в «создании религиозной группы».
В 1974 году под штаб-квартиру «Центра по изучению религии и коммунизма» было приобретено здание бывшей англиканской школы в юго-восточном пригороде Лондона — деревне Кестон, после чего центр преобразовался в Кестонский институт (англ. Keston College). Тогда же начала работу информационная служба Кестона. Ксения Дэннен в журнале «Религия и право» отмечала:
«Институт Кестона был отнесён советскими спецслужбами к числу пяти самых опасных западных антисоветских организаций ... Спецслужбы следили и за нами, и за теми, с кем мы встречались... Для меня эта деятельность закончилась тем, что в 1976 году мне запретили въезд в Россию…»
В 1983 году Майкл Бурдо стал консультантом премьер-министра Великобритании Маргарет Тэтчер по Восточной Европе. Весной 1984 года Майкл Бурдо получил Темплтоновскую премию с формулировкой «за привлечение внимания мирового сообщества к преследованиям за религиозные убеждения в коммунистических странах» и удостоился поздравления от известного диссидента, писателя А. С. Солженицына.

#### Дело «Трубного зова»
В первой половине 1980-х годов «Кестон-колледж» "оказался замешан" (как писали в оперативных сводках КГБ)  в деле поддержки «подпольного советского христианского ансамбля», основанного Валерием Бариновым и Сергеем Тимохиным. Последние стали прихожанами одной из ленинградских общин баптистов-инициативников (инициативники — ветвь баптизма, которая отказывалась от навязываемой государственной регистрации (с целью знать поименно всех потенциальных "противников советской власти", как тогда рассматривали верующих, не исповедующих официальные "идеалы коммунизма и атеизма", "признания государственных законов" - прежде всего необходимости подчиниться и, например, запретить детям посещать Богослужения (постановление об этом было принято ещё в начале 1960-х) и т. д.) и создали в 1982 году группу «Трубный зов». Вдохновителем был Баринов, который уже тогда «привлёк к себе внимание органов не столько религиозной деятельностью, сколько чересчур активными контактами с Западом» и «был „завёрнут“ не только на Новом Завете и религиозно-пропагандистской деятельности, но и на идеализации западного образа жизни» (впоследствии за своё христианское мировоззрение Валерий Баринов находился в психиатрической больницы, где к нему применялись пытки - насильственное введение психотропных препаратов, был избит, у него были сломаны рёбра - и всё это за расплывчатую формулировку: "идеализация западного образа жизни", за попытку создать христианский рок-ансамбль) . В газетах была объявлена травля музыкантов (хотя они никогда не призывали к свержению советского строя, не высказывали "антисоветских настроений", в местных и всесоюзных газетах появились статьи, шельмующие христианских музыкантов.)
Вот что "сообщала" о дальнейшем газета «Ленинградская правда»:
Нередко наведывалась в молитвенный дом тогда ещё двадцатидвухлетняя англичанка Лорна, проходившая обучение на курсах русского языка в Ленинградском университете. Однажды она подарила Баринову Библию карманного формата, между страниц которой он нашёл тонкие листочки с типографским текстом на русском языке. Анонимный доброжелатель обращался к «братьям» и «сёстрам», ко «всем христианам, гонимым и преследуемым безбожной властью». Доброжелатель предрекал братоубийственную войну и конец света, если христиане будут терпеть такую власть. В конце обращения предлагалось присылать с любой оказией «факты гонения на христиан, информацию о бедственном положении верующих, всяческих отказах в их просьбах властями».
Из другого такого же тонкого листка Баринов понял, что «доброжелатель»  —  это «Центр по изучению религии и коммунизма», или «Кестон-колледж», что его возглавляет постоянный обозреватель положения церкви и религии в СССР в радиопередачах «Би-би-си» Майкл Бурдо. <…> Так же быстро Валерий Баринов нашёл общий язык и с <…> Еленой Кожевниковой. Она доверительно сообщила ему, что специализируется в радиовещании на СССР, работала на радиостанции «Свобода», затем представляла её в Нью-Йорке, потом устроилась на «Би-би-си». Не скрывала, что имеет постоянную связь с «Народно-трудовым союзом» (НТС) и «Кестон-колледжем».

Для Баринова и Тимохина из всех этих знакомств самым печальным оказалось общение с «сестрой» Лорной. Именно она разжигала их тщеславие, восторженно хвалила исполнение любого примитивного самодеятельного текста, положенного ими на музыку, охала и ахала, что у таких «талантов» нет возможностей проявить своё творческое «я», создать христианскую рок-группу. Именно она подсказала, какой репертуар мог бы привлечь внимание к такой самодеятельной рок-группе, намекнула, что готова позаботиться о том, чтобы о ней узнали и на Западе».
После того, как Лорна разрекламировала в Англии «подпольную советскую группу» и из «Кестон-колледжа», специально для Тимохина прислали настоящую «фирменную» бас-гитару. Однако попытки завоевать популярность путём выпуска магнитоальбома под названием «Второе пришествие» не увенчались успехом. Известный музыкальный критик А. И. Кушнир в своей работе «Сто магнитоальбомов советского рока» отмечал:
Немного найдётся в советском роке работ, у которых существовало бы столько идеологических врагов и недоброжелателей, сколько их оказалось у единственной студийной записи группы «Трубный Зов». Музыканты других групп называли «Трубный Зов» не иначе, как «Трупный зов», альбом считали «мёртвым», а уровень игры — «нулевым». У рок-критиков «Трубный Зов» характеризовался как «скучная рок-группа с обильной реверберацией», а официальная пресса называла их музыку «примитивной, агрессивной и антиэстетичной». После выхода «Второго пришествия» баптистский братский совет отлучил лидера и идеолога «Трубного Зова» Валерия Баринова от церкви, настаивая на том, что исполняемая его группой музыка «не угодна Богу» и «из неё торчат ослиные уши». Питерско-московская богема, отдавая должное смелости и оригинальности взглядов Баринова, не уставала язвить на темы «доминирования тёмных ощущений» и «малорадостного спектра» записи.
Эта реакция ещё сильнее подтолкнула участников группы к попыткам выйти за признанием «на Запад». Вот как описывает дальнейшее «Ленинградская правда»:
Лорна уехала домой и вскоре дала о себе весть телефонным звонком. Сообщила, что вышла замуж за того самого Майкла Бурдо, который возглавляет «Кестон-колледж», где теперь она работает секретарём, просила присылать «нужные» им материалы. Какие материалы ждут и ценят в «Кестон-колледже», Баринов и Тимохин отлично знали…
По подсказке наставников из «Кестон-колледжа» они начали рассылать обращения в различные советские организации, государственным, общественным, религиозным деятелям Запада. «Мы обращаемся к миру со свидетельством о Грядущем Христе. Наша работа проходила в трудных условиях из-за недостатка аппаратуры, отсутствия постоянного помещения для записи и необходимости соблюдать конспирацию». Дескать, помогите, спасите! Нас не признают, нам не дают возможностей «средствами современного музыкального языка проповедовать Евангелие, Господа нашего Иисуса Христа».

Копии этих демагогических посланий с завидной оперативностью оказывались в «Кестон-колледже» у Лорны и Майкла Бурдо. Доведённые здесь опытной рукой до школьных норм грамматики и стилистики русского языка, сдобренные соответствующим соусом с кухни антисоветизма, они шли в эфир «Би-би-си», «Голоса Америки», подхватывались другими враждебными социалистическому строю радиоголосами. Баринов и Тимохин были на седьмом небе. Какое счастье, какая слава!»
После того, как музыкантов стали активно преследовать, они обратились к так называемому "уполномоченному по делам религии" (официальному посреднику между  советской властью и КГБ с одной стороны  и с другой -  религиозными общинами).
Уполномоченный по делам религии отказал им во встрече, после чего Баринов и Тимохин предприняли попытку встретиться с Брежневым — так же безуспешно. Тогда, в середине 1983 года Баринов даёт сигнал западным радиостанциям и альбом «Второе пришествие» транслируется в эфире на коротких волнах (на волнах радиостанций "Голос Америки" и "Би-Би-Си".)
После этого Баринова арестовывают и помещают на короткое время в психиатрическую больницу, применяя к нему лечение как для буйных больных: насильственное введение нейролептиков (здоровому человеку, о чём прекрасно знали подконтрольные "органам" психиатры!) и другие пытки. После избиения у него были сломаны рёбра.
«Весь последующий процесс описать сложно, — вспоминает Тимохин. — Скорее всего, он напоминал детективный фильм про шпионов. Слежки, прослушивание телефонных разговоров, выпрыгивания из окон, постоянное фотонаблюдение со стороны КГБ, угрозы объявить „инакомыслящими“ (с последующим помещением в концлагерь или психиатрическую больницу), бесконечные вызовы в военкомат и психоневрологический диспансер.»
В этих условиях музыканты начинают готовить материал для следующего альбома, который, по их замыслу, должен был записываться в Финляндии. Для этого они планировали вдвоём перейти границу и вернуться обратно после записи альбома. Их арестовывают в самом начале осуществления этого плана на территории западной Карелии и предъявляют обвинение в попытке пересечения государственной границы (тогда, в 1983 году, лишение советского человека права  свободно перемещаться - получить визу и официально уехать, считалось нормой, для большинства граждан это право было сильно ограничено, уезжавших (их было меньшинство) в США и Израиль шельмовали в газетах как "предателей" и т. д.)
Во время суда Баринов объявляет, что их преследуют за религиозные убеждения, его осуждают на два с половиной, а Тимохина на два года в исправительных учреждениях. Оба музыканта, вспоминая годы заключения, говорят о том, что их отправили в тюрьму на верную смерть.
«Фактически его (Валерия Баринова) бросили туда на уничтожение. В бараке ему переломали ребра, он совершенно доходил, — рассказывает ведущий (в то время) молодёжных программ на русской службе  Би-Би-Си Сева Новгородцев, принявший в те времена активное участие в судьбе Баринова. — Но Валерий — человек с колоссальной силой веры, умением понимать людей и общаться с ними. Кончилось это дело полным провалом Комитета (имеется ввиду - КГБ) : Валера не только выжил, но и обратил сокамерников в христианскую веру».
Данная история стала известной лишь после того, как Валерий Баринов и Сергей Тимохин были задержаны в 1984 году за попытку нелегального пересечения советско-финской границы для «воссоединения с зарубежными братьями». Оба переходили на лыжах Западную Карелию, где и были обнаружены с вертолёта, а затем предстали перед Ленинградским городским судом за нарушение статей 15 и 83 части первой УК РСФСР (покушение на незаконный переход Государственной границы СССР). Тимохин получил два, а Баринов — два с половиной года колонии строгого режима, однако даже «на зоне» занимался активным обращением зэков в веру.
Оба освободились в 1987 году. Судя по всему, здесь вновь не обошлось без содействия «Кестон-колледжа», поскольку следом Баринов «по заступничеству английского правительства и парламента» эмигрировал вместе с семьей в Англию. Тимохин предпочёл остаться на родине, но сменил религиозные убеждения и стал старейшиной «Общества свидетелей Иеговы» Ленинграда.
В середине 1990-х годов по настоянию Роуэна Уильямса (ныне архиепископа Кентерберийского), считавшего, что колледж должен поддерживать тесные связи с академическим сообществом, организация вместе с её архивами и библиотекой перебралась в Оксфорд и стала именоваться "Кестонский институт" (англ. Keston Institute). Впрочем, это не более чем рабочее название, поскольку по документам организация по-прежнему числится как «Keston College».
В настоящее время организацию возглавляет Ксения Дэннен.
Начиная с 2007 года, архив и библиотека Кестонского института находятся в ведении «Keston Center for Religion, Politics, & Society» при Бейлорском университете, Уэйко, Техас.

#### Представительство в России
В 1990 году «Кестон-колледж» открыл представительство в Москве, а после распада СССР стал уделять особое внимание событиям в религиозной жизни на постсоветском пространстве и в сопредельных странах. В постсоветский период организация освещала вопросы возрождения Русской православной церкви и активно выступала в защиту свободы религии в бывших странах Варшавского договора, в особенности на территории бывшего СССР. С 1998 года в Москве обосновалась так называемая «русская группа» этой организации, занимавшаяся во главе с религиоведом и социологом религии С. Б. Филатовым сбором полевых материалов в рамках подготовки проекта «Энциклопедия современной религиозной жизни России», который состоит из двух частей — четырёх уже изданных томов «Современной религиозной жизни в России» (по конфессиям) и второй части «Энциклопедии» — трехтомного «Атласа современной религиозной жизни в России». Четыре раза в год выходит журнал «Русское ревью».
Историк Д. В. Поспеловский отмечал, что в 1993 году, после того как за священник Русской православной церкви Глеб Якунин был извержен из сана за отказ подчиниться постановлению Священного синода о запрете священнослужителям выдвигать свои кандидатуры на выборах в органы законодательной власти, через несколько дней, находясь на конференции (в которой участвовал и Поспеловский), посвящённой «вопросам Церкви и государства» в Вашингтоне, Якунин «изобразил это снятие сана как некое политическое гонение Синода лично на него за его демократические взгляды и критику синодальной политики», то эту новость тут же взяли на вооружение представители Русской православной церкви за границей «и прочие круги на Западе, априорно настроенные против Московской патриархии, например так называемый Кенстонский исследовательский институт». Поспеловский указывал, что «лишение сана было представлено как преследование реакционным „полубольшевистским“ Синодом старого диссидента и узника брежневско-андроповских лагерей, борца за права человека», хотя и высказал мнение, что «почву подобным кривотолкам дал сам Синод, нарушивший канонические правила и не прибегший к подлинному судопроизводству».[значимость факта?]